# Campeonato Ecuatoriano de Fútbol Serie B 1977
El Campeonato Ecuatoriano de Fútbol Serie B 1977, conocido oficialmente como «Campeonato Nacional de Fútbol Serie B 1977», fue la 9.ª y 10.ª edición del Campeonato nacional de fútbol profesional de la Serie B en Ecuador si se cuentan como torneos cortos y 6.ª en años. El torneo fue organizado por la Asociación Ecuatoriana de Fútbol (hoy Federación Ecuatoriana de Fútbol). Para esta edición del torneo se jugó con 10 equipos.
Liga Deportiva Universitaria de Cuenca obtuvo su primer título en su historia al lograr ganar la Primera etapa y Técnico Universitario logró su primer título en el de la Segunda etapa.

## Sistema de juego
El Campeonato Ecuatoriano de la Serie B 1977 se jugó de la siguiente manera:
Primera etapa
Se jugó en encuentros de ida y vuelta (18 fechas) de las cuales los dos equipos el mejor de la tabla sería proclamado campeón y al segundo mejor ubicado sería el subcampeón así mismo ambos equipos jugarían en la 2.ª etapa del Campeonato Ecuatoriano de Fútbol 1977.
Segunda etapa
Se jugó en encuentros de ida y vuelta (18 fechas) de los cuales los equipos con mayor cantidad de puntos serían reconocidos como campeón y subcampeón y lograrían jugar en el Campeonato Ecuatoriano de Fútbol 1978, mientras que para los juegos de promoción por el descenso a la Segunda Categoría, se definiría en un juego de permanencia entre los dos equipos de menor puntaje en la segunda etapa en juegos de ida y vuelta.

## Primera etapa

### Relevo semestral de clubes
| Pos. | de la Segunda etapa de la Serie A |
| ---- | --------------------------------- |
| 9º   | Deportivo Quito                   |
| 10º  | Audaz Octubrino                   |

| Pos. | de la Segunda etapa de la Serie B |
| ---- | --------------------------------- |
| 1º   | Liga de Portoviejo                |
| 2º   | América de Quito                  |

| Pos.  | de la Serie B |
| ----- | ------------- |
| Prom. | Olmedo        |

| Pos. | de la Segunda Categoría |
| ---- | ----------------------- |
| 1º   | Everest                 |

### Datos de los clubes
| Equipo                | Ciudad                                                                             | Provincia  |
| --------------------- | ---------------------------------------------------------------------------------- | ---------- |
| Audaz Octubrino       | Machala                                                                            | El Oro     |
| Deportivo Quito       | Quito                                                                              | Pichincha  |
| Everest               | Guayaquil                                                                          | Guayas     |
| Liga de Cuenca        | Cuenca                                                                             | Azuay      |
| Luq San               | Guayaquil                                                                          | Guayas     |
| Macará                | Ambato                                                                             | Tungurahua |
| Manta Sport           | [[Archivo:\|class=notpageimage noviewer\|20x20px\|border\|Bandera de Manta]] Manta | Manabí     |
| Técnico Universitario | Ambato                                                                             | Tungurahua |
| U. D. Valdez          | Milagro                                                                            | Guayas     |
| 9 de Octubre          | Guayaquil                                                                          | Guayas     |

### Equipos por ubicación geográfica
| Provincia  | N.º | Equipos                                           |
| ---------- | --- | ------------------------------------------------- |
| Guayas     | 4   | - Everest - Luq San - U. D. Valdez - 9 de Octubre |
| Tungurahua | 2   | - Macará - Técnico Universitario                  |
| Azuay      | 1   | - Liga de Cuenca                                  |
| El Oro     | 1   | - Audaz Octubrino                                 |
| Manabí     | 1   | - Manta Sport                                     |
| Pichincha  | 1   | - Deportivo Quito                                 |

|  |

### Partidos y resultados
| Fecha 1         | Fecha 1   | Fecha 1               |
| Equipo Local    | Resultado | Equipo Visitante      |
| --------------- | --------- | --------------------- |
| Luq San         | 0 - 1     | Audaz Octubrino       |
| Everest         | 0 - 0     | Técnico Universitario |
| Manta Sport     | 1 - 0     | 9 de Octubre          |
| Macará          | 1 - 0     | U. D. Valdez          |
| Deportivo Quito | 1 - 1     | Liga de Cuenca        |

| Fecha 2         | Fecha 2   | Fecha 2               |
| Equipo Local    | Resultado | Equipo Visitante      |
| --------------- | --------- | --------------------- |
| Luq San         | 0 - 0     | Técnico Universitario |
| U. D. Valdez    | 3 - 1     | Everest               |
| Audaz Octubrino | 2 - 1     | 9 de Octubre          |
| Liga de Cuenca  | 1 - 0     | Manta Sport           |
| Macará          | 1 - 1     | Deportivo Quito       |

| Fecha 3               | Fecha 3   | Fecha 3          |
| Equipo Local          | Resultado | Equipo Visitante |
| --------------------- | --------- | ---------------- |
| 9 de Octubre          | 0 - 0     | Liga de Cuenca   |
| Manta Sport           | 5 - 0     | Luq San          |
| Técnico Universitario | 1 - 0     | U. D. Valdez     |
| Macará                | 2 - 1     | Audaz Octubrino  |
| Deportivo Quito       | 2 - 0     | Everest          |

| Fecha 4         | Fecha 4   | Fecha 4               |
| Equipo Local    | Resultado | Equipo Visitante      |
| --------------- | --------- | --------------------- |
| Everest         | 1 - 1     | 9 de Octubre          |
| Audaz Octubrino | 3 - 2     | Deportivo Quito       |
| U. D. Valdez    | 4 - 3     | Manta Sport           |
| Macará          | 0 - 0     | Técnico Universitario |
| Liga de Cuenca  | 3 - 0     | Luq San               |

| Fecha 5         | Fecha 5   | Fecha 5               |
| Equipo Local    | Resultado | Equipo Visitante      |
| --------------- | --------- | --------------------- |
| 9 de Octubre    | 1 - 1     | Luq San               |
| Manta Sport     | 1 - 0     | Deportivo Quito       |
| U. D. Valdez    | 3 - 1     | Liga de Cuenca        |
| Audaz Octubrino | 1 - 0     | Técnico Universitario |
| Macará          | 1 - 1     | Everest               |

| Fecha 6               | Fecha 6   | Fecha 6          |
| Equipo Local          | Resultado | Equipo Visitante |
| --------------------- | --------- | ---------------- |
| Everest               | 1 - 1     | Manta Sport      |
| Luq San               | 6 - 0     | Deportivo Quito  |
| Audaz Octubrino       | 2 - 1     | U. D. Valdez     |
| Liga de Cuenca        | 3 - 0     | Macará           |
| Técnico Universitario | 1 - 0     | 9 de Octubre     |

| Fecha 7               | Fecha 7   | Fecha 7          |
| Equipo Local          | Resultado | Equipo Visitante |
| --------------------- | --------- | ---------------- |
| Everest               | 3 - 0     | Audaz Octubrino  |
| Luq San               | 1 - 4     | U. D. Valdez     |
| Manta Sport           | 1 - 0     | Macará           |
| Deportivo Quito       | 0 - 0     | 9 de Octubre     |
| Técnico Universitario | 1 - 1     | Liga de Cuenca   |

| Fecha 8         | Fecha 8   | Fecha 8               |
| Equipo Local    | Resultado | Equipo Visitante      |
| --------------- | --------- | --------------------- |
| Luq San         | 1 - 3     | Everest               |
| Manta Sport     | 1 - 0     | Técnico Universitario |
| Liga de Cuenca  | 4 - 1     | Audaz Octubrino       |
| Macará          | 2 - 0     | 9 de Octubre          |
| Deportivo Quito | 2 - 1     | U. D. Valdez          |

| Fecha 9               | Fecha 9   | Fecha 9          |
| Equipo Local          | Resultado | Equipo Visitante |
| --------------------- | --------- | ---------------- |
| Luq San               | 3 - 0     | Macará           |
| 9 de Octubre          | 1 - 1     | U. D. Valdez     |
| Manta Sport           | 2 - 1     | Audaz Octubrino  |
| Liga de Cuenca        | 4 - 1     | Everest          |
| Técnico Universitario | 1 - 0     | Deportivo Quito  |

| Fecha 10              | Fecha 10  | Fecha 10         |
| Equipo Local          | Resultado | Equipo Visitante |
| --------------------- | --------- | ---------------- |
| 9 de Octubre          | 2 - 0     | Manta Sport      |
| U. D. Valdez          | 0 - 0     | Macará           |
| Audaz Octubrino       | 2 - 3     | Luq San          |
| Liga de Cuenca        | 1 - 1     | Deportivo Quito  |
| Técnico Universitario | 5 - 1     | Everest          |

| Fecha 11              | Fecha 11  | Fecha 11         |
| Equipo Local          | Resultado | Equipo Visitante |
| --------------------- | --------- | ---------------- |
| 9 de Octubre          | 4 - 1     | Audaz Octubrino  |
| Everest               | 0 - 1     | U. D. Valdez     |
| Manta Sport           | 2 - 0     | Liga de Cuenca   |
| Técnico Universitario | 1 - 0     | Luq San          |
| Deportivo Quito       | 3 - 1     | Macará           |

| Fecha 12        | Fecha 12  | Fecha 12              |
| Equipo Local    | Resultado | Equipo Visitante      |
| --------------- | --------- | --------------------- |
| Luq San         | 1 - 0     | Manta Sport           |
| Everest         | 1 - 1     | Deportivo Quito       |
| U. D. Valdez    | 2 - 1     | Técnico Universitario |
| Audaz Octubrino | 3 - 0     | Macará                |
| 9 de Octubre    | 2 - 1     | Liga de Cuenca        |

| Fecha 13              | Fecha 13  | Fecha 13         |
| Equipo Local          | Resultado | Equipo Visitante |
| --------------------- | --------- | ---------------- |
| 9 de Octubre          | 1 - 2     | Everest          |
| Luq San               | 1 - 1     | Liga de Cuenca   |
| Manta Sport           | 2 - 1     | U. D. Valdez     |
| Técnico Universitario | 0 - 0     | Macará           |
| Deportivo Quito       | 2 - 1     | Audaz Octubrino  |

| Fecha 14              | Fecha 14  | Fecha 14         |
| Equipo Local          | Resultado | Equipo Visitante |
| --------------------- | --------- | ---------------- |
| Luq San               | 2 - 0     | 9 de Octubre     |
| Everest               | 2 - 0     | Macará           |
| Liga de Cuenca        | 3 - 0     | U. D. Valdez     |
| Técnico Universitario | 0 - 0     | Audaz Octubrino  |
| Deportivo Quito       | 1 - 0     | Manta Sport      |

| Fecha 15        | Fecha 15  | Fecha 15              |
| Equipo Local    | Resultado | Equipo Visitante      |
| --------------- | --------- | --------------------- |
| 9 de Octubre    | 2 - 0     | Técnico Universitario |
| Manta Sport     | 0 - 1     | Everest               |
| U. D. Valdez    | 1 - 0     | Audaz Octubrino       |
| Macará          | 0 - 0     | Liga de Cuenca        |
| Deportivo Quito | 5 - 1     | Luq San               |

| Fecha 16        | Fecha 16  | Fecha 16              |
| Equipo Local    | Resultado | Equipo Visitante      |
| --------------- | --------- | --------------------- |
| 9 de Octubre    | 0 - 2     | Deportivo Quito       |
| U. D. Valdez    | 1 - 3     | Luq San               |
| Audaz Octubrino | 3 - 2     | Everest               |
| Liga de Cuenca  | 3 - 0     | Técnico Universitario |
| Macará          | 0 - 1     | Manta Sport           |

| Fecha 17              | Fecha 17  | Fecha 17         |
| Equipo Local          | Resultado | Equipo Visitante |
| --------------------- | --------- | ---------------- |
| Everest               | 3 - 4     | Luq San          |
| 9 de Octubre          | 3 - 0     | Macará           |
| Audaz Octubrino       | 2 - 5     | Liga de Cuenca   |
| U. D. Valdez          | 2 - 1     | Deportivo Quito  |
| Técnico Universitario | 2 - 2     | Manta Sport      |

| Fecha 18        | Fecha 18  | Fecha 18              |
| Equipo Local    | Resultado | Equipo Visitante      |
| --------------- | --------- | --------------------- |
| Everest         | 0 - 0     | Liga de Cuenca        |
| Audaz Octubrino | 1 - 0     | Manta Sport           |
| U. D. Valdez    | 2 - 2     | 9 de Octubre          |
| Macará          | 4 - 1     | Luq San               |
| Deportivo Quito | 1 - 2     | Técnico Universitario |

### Tabla de posiciones
|  |  |     | Equipo                | PJ | PG | PE | PP | GF | GC | DG  | PTS |
|  |  | --- | --------------------- | -- | -- | -- | -- | -- | -- | --- | --- |
|  |  | 1.  | Liga de Cuenca        | 18 | 9  | 6  | 3  | 32 | 14 | +18 | 24  |
|  |  | 2.  | Manta Sport           | 18 | 10 | 2  | 6  | 22 | 16 | +6  | 22  |
|  |  | 3.  | U. D. Valdez          | 18 | 8  | 3  | 7  | 27 | 25 | +2  | 19  |
|  |  | 4.  | Deportivo Quito       | 18 | 7  | 5  | 6  | 25 | 23 | +2  | 19  |
|  |  | 5.  | Técnico Universitario | 18 | 6  | 7  | 5  | 15 | 14 | +1  | 19  |
|  |  | 6.  | Luq San               | 18 | 7  | 3  | 8  | 30 | 34 | -4  | 17  |
|  |  | 7.  | Audaz Octubrino       | 18 | 8  | 1  | 9  | 25 | 33 | -8  | 17  |
|  |  | 8.  | Everest               | 18 | 5  | 6  | 7  | 23 | 28 | -5  | 16  |
|  |  | 9.  | 9 de Octubre          | 18 | 4  | 6  | 8  | 19 | 20 | -1  | 14  |
|  |  | 10. | Macará                | 18 | 4  | 6  | 8  | 12 | 20 | -8  | 14  |

PJ = Partidos jugados; PG = Partidos ganados; PE = Partidos empatados; PP = Partidos perdidos; GF = Goles a favor; GC = Goles en contra; DG = Diferencia de gol; PTS = Puntos
|  | Campeón, ascendió a la Segunda etapa de la Serie A 1977.    |
|  | Subcampeón, ascendió a la Segunda etapa de la Serie A 1977. |

### Campeón
|                                                                                                   |
| Liga Deportiva Universitaria de Cuenca 1.er título Ascendió a la Segunda etapa de la Serie A 1977 |
| También ascendió Manta Sport Club como subcampeón.                                                |

## Segunda etapa

### Relevo semestral de clubes
| Pos. | de la Primera etapa de la Serie A |
| ---- | --------------------------------- |
| 9º   | Aucas                             |
| 10º  | América de Quito                  |

| Pos. | de la Primera etapa de la Serie B |
| ---- | --------------------------------- |
| 1º   | Liga de Cuenca                    |
| 2º   | Manta Sport                       |

### Datos de los clubes
| Equipo                | Ciudad    | Provincia  |
| --------------------- | --------- | ---------- |
| América de Quito      | Quito     | Pichincha  |
| Aucas                 | Quito     | Pichincha  |
| Audaz Octubrino       | Machala   | El Oro     |
| Deportivo Quito       | Quito     | Pichincha  |
| Everest               | Guayaquil | Guayas     |
| Luq San               | Guayaquil | Guayas     |
| Macará                | Ambato    | Tungurahua |
| Técnico Universitario | Ambato    | Tungurahua |
| U. D. Valdez          | Milagro   | Guayas     |
| 9 de Octubre          | Guayaquil | Guayas     |

### Equipos por ubicación geográfica
| Provincia  | N.º | Equipos                                           |
| ---------- | --- | ------------------------------------------------- |
| Guayas     | 4   | - Everest - Luq San - U. D. Valdez - 9 de Octubre |
| Pichincha  | 3   | - América de Quito - Aucas - Deportivo Quito      |
| Tungurahua | 2   | - Macará - Técnico Universitario                  |
| El Oro     | 1   | - Audaz Octubrino                                 |

|  |

### Partidos y resultados
| Fecha 1               | Fecha 1   | Fecha 1          |
| Equipo Local          | Resultado | Equipo Visitante |
| --------------------- | --------- | ---------------- |
| Luq San               | 0 - 0     | Audaz Octubrino  |
| 9 de Octubre          | 3 - 0     | América de Quito |
| U. D. Valdez          | 2 - 1     | Everest          |
| Técnico Universitario | 2 - 1     | Aucas            |
| Deportivo Quito       | 6 - 1     | Macará           |

| Fecha 2          | Fecha 2   | Fecha 2               |
| Equipo Local     | Resultado | Equipo Visitante      |
| ---------------- | --------- | --------------------- |
| Everest          | 2 - 1     | Luq San               |
| U. D. Valdez     | 2 - 1     | Técnico Universitario |
| Macará           | 1 - 0     | Audaz Octubrino       |
| Aucas            | 1 - 1     | 9 de Octubre          |
| América de Quito | 2 - 2     | Deportivo Quito       |

| Fecha 3               | Fecha 3   | Fecha 3          |
| Equipo Local          | Resultado | Equipo Visitante |
| --------------------- | --------- | ---------------- |
| Luq San               | 2 - 1     | Aucas            |
| U. D. Valdez          | 2 - 1     | 9 de Octubre     |
| Audaz Octubrino       | 0 - 0     | América de Quito |
| Técnico Universitario | 2 - 2     | Macará           |
| Deportivo Quito       | 2 - 1     | Everest          |

| Fecha 4          | Fecha 4   | Fecha 4               |
| Equipo Local     | Resultado | Equipo Visitante      |
| ---------------- | --------- | --------------------- |
| Luq San          | 1 - 1     | Deportivo Quito       |
| U. D. Valdez     | 3 - 1     | Audaz Octubrino       |
| Macará           | 5 - 1     | 9 de Octubre          |
| Aucas            | 3 - 0     | Everest               |
| América de Quito | 0 - 1     | Técnico Universitario |

| Fecha 5               | Fecha 5   | Fecha 5          |
| Equipo Local          | Resultado | Equipo Visitante |
| --------------------- | --------- | ---------------- |
| Luq San               | 3 - 1     | Macará           |
| Everest               | 2 - 1     | América de Quito |
| Técnico Universitario | 1 - 0     | 9 de Octubre     |
| Aucas                 | 1 - 0     | U. D. Valdez     |
| Deportivo Quito       | 10 - 0    | Audaz Octubrino  |

| Fecha 6         | Fecha 6   | Fecha 6               |
| Equipo Local    | Resultado | Equipo Visitante      |
| --------------- | --------- | --------------------- |
| Luq San         | 1 - 1     | 9 de Octubre          |
| Audaz Octubrino | 2 - 3     | Técnico Universitario |
| Macará          | 2 - 1     | Everest               |
| Deportivo Quito | 1 - 0     | U. D. Valdez          |
| Aucas           | 3 - 0     | América de Quito      |

| Fecha 7               | Fecha 7   | Fecha 7          |
| Equipo Local          | Resultado | Equipo Visitante |
| --------------------- | --------- | ---------------- |
| Everest               | 2 - 0     | Audaz Octubrino  |
| U. D. Valdez          | 0 - 0     | América de Quito |
| Técnico Universitario | 2 - 0     | Luq San          |
| Aucas                 | 3 - 0     | Macará           |
| Deportivo Quito       | 2 - 1     | 9 de Octubre     |

| Fecha 8          | Fecha 8   | Fecha 8               |
| Equipo Local     | Resultado | Equipo Visitante      |
| ---------------- | --------- | --------------------- |
| Everest          | 2 - 2     | Técnico Universitario |
| 9 de Octubre     | 4 - 0     | Audaz Octubrino       |
| Macará           | 2 - 4     | U. D. Valdez          |
| Aucas            | 1 - 1     | Deportivo Quito       |
| América de Quito | 2 - 1     | Luq San               |

| Fecha 9               | Fecha 9   | Fecha 9          |
| Equipo Local          | Resultado | Equipo Visitante |
| --------------------- | --------- | ---------------- |
| Everest               | 0 - 0     | 0 de Octubre     |
| Luq San               | 1 - 2     | U. D. Valdez     |
| Audaz Octubrino       | 0 - 0     | Aucas            |
| Técnico Universitario | 0 - 3     | Deportivo Quito  |
| América de Quito      | 3 - 0     | Macará           |

| Fecha 10         | Fecha 10  | Fecha 10              |
| Equipo Local     | Resultado | Equipo Visitante      |
| ---------------- | --------- | --------------------- |
| Everest          | 2 - 1     | U. D. Valdez          |
| Audaz Octubrino  | 1 - 1     | Luq San               |
| Macará           | 3 - 1     | Deportivo Quito       |
| América de Quito | 0 - 0     | 9 de Octubre          |
| Aucas            | 2 - 2     | Técnico Universitario |

| Fecha 11              | Fecha 11  | Fecha 11         |
| Equipo Local          | Resultado | Equipo Visitante |
| --------------------- | --------- | ---------------- |
| Luq San               | 2 - 1     | Everest          |
| 9 de Octubre          | 1 - 0     | Aucas            |
| Audaz Octubrino       | 2 - 2     | Macará           |
| Técnico Universitario | 4 - 0     | U. D. Valdez     |
| Deportivo Quito       | 5 - 1     | América de Quito |

| Fecha 12         | Fecha 12  | Fecha 12              |
| Equipo Local     | Resultado | Equipo Visitante      |
| ---------------- | --------- | --------------------- |
| 9 de Octubre     | 2 - 1     | U. D. Valdez          |
| Everest          | 0 - 3     | Deportivo Quito       |
| Macará           | 1 - 2     | Técnico Universitario |
| América de Quito | 3 - 1     | Audaz Octubrino       |
| Aucas            | 6 - 0     | Luq San               |

| Fecha 13              | Fecha 13  | Fecha 13         |
| Equipo Local          | Resultado | Equipo Visitante |
| --------------------- | --------- | ---------------- |
| Everest               | 1 - 2     | Aucas            |
| 9 de Octubre          | 3 - 1     | Macará           |
| Audaz Octubrino       | 2 - 0     | U. D. Valdez     |
| Técnico Universitario | 3 - 0     | América de Quito |
| Deportivo Quito       | 6 - 2     | Luq San          |

| Fecha 14         | Fecha 14  | Fecha 14              |
| Equipo Local     | Resultado | Equipo Visitante      |
| ---------------- | --------- | --------------------- |
| 9 de Octubre     | 0 - 0     | Técnico Universitario |
| U. D. Valdez     | 0 - 0     | Aucas                 |
| Audaz Octubrino  | 2 - 1     | Deportivo Quito       |
| Macará           | 7 - 1     | Luq San               |
| América de Quito | 2 - 1     | Everest               |

| Fecha 15              | Fecha 15  | Fecha 15         |
| Equipo Local          | Resultado | Equipo Visitante |
| --------------------- | --------- | ---------------- |
| 9 de Octubre          | 2 - 3     | Luq San          |
| Everest               | 1 - 1     | Macará           |
| U. D. Valdez          | 2 - 1     | Deportivo Quito  |
| Técnico Universitario | 3 - 2     | Audaz Octubrino  |
| América de Quito      | 2 - 1     | Aucas            |

| Fecha 16         | Fecha 16  | Fecha 16              |
| Equipo Local     | Resultado | Equipo Visitante      |
| ---------------- | --------- | --------------------- |
| 9 de Octubre     | 0 - 3     | Deportivo Quito       |
| Luq San          | 3 - 4     | Técnico Universitario |
| Audaz Octubrino  | 2 - 1     | Everest               |
| Macará           | 2 - 3     | Aucas                 |
| América de Quito | 2 - 2     | U. D. Valdez          |

| Fecha 17              | Fecha 17  | Fecha 17         |
| Equipo Local          | Resultado | Equipo Visitante |
| --------------------- | --------- | ---------------- |
| Luq San               | 5 - 0     | América de Quito |
| U. D. Valdez          | 2 - 0     | Macará           |
| Audaz Octubrino       | 3 - 1     | 9 de Octubre     |
| Técnico Universitario | 2 - 0     | Everest          |
| Deportivo Quito       | 1 - 1     | Aucas            |

| Fecha 18        | Fecha 18  | Fecha 18                  |
| Equipo Local    | Resultado | Equipo Visitante          |
| --------------- | --------- | ------------------------- |
| 9 de Octubre    | 0 - 0     | Everest                   |
| U. D. Valdez    | 3 - 4     | Luq San                   |
| Macará          | 0 - 0     | América de Quito          |
| Aucas           | 2 - 2     | Audaz Octubrino           |
| Deportivo Quito | 0 - 1     | Técnico Universitario (C) |

### Tabla de posiciones
|  |  |     | Equipo                | PJ | PG | PE | PP | GF | GC | DG  | PTS |
|  |  | --- | --------------------- | -- | -- | -- | -- | -- | -- | --- | --- |
|  |  | 1.  | Técnico Universitario | 18 | 12 | 4  | 2  | 35 | 20 | +15 | 28  |
|  |  | 2.  | Deportivo Quito       | 18 | 10 | 4  | 4  | 49 | 18 | +31 | 24  |
|  |  | 3.  | Aucas                 | 18 | 7  | 7  | 4  | 31 | 17 | +16 | 21  |
|  |  | 4.  | U. D. Valdez          | 18 | 8  | 3  | 7  | 26 | 26 | 0   | 19  |
|  |  | 5.  | 9 de Octubre          | 18 | 5  | 6  | 7  | 21 | 23 | -2  | 16  |
|  |  | 6.  | Luq San               | 18 | 6  | 4  | 8  | 31 | 42 | -11 | 16  |
|  |  | 7.  | América de Quito      | 18 | 5  | 5  | 8  | 19 | 30 | -11 | 15  |
|  |  | 8.  | Macará                | 18 | 5  | 4  | 9  | 31 | 38 | -7  | 14  |
|  |  | 9.  | Audaz Octubrino       | 18 | 4  | 6  | 8  | 20 | 37 | -17 | 14  |
|  |  | 10. | Everest               | 18 | 4  | 4  | 10 | 17 | 23 | -6  | 12  |

PJ = Partidos jugados; PG = Partidos ganados; PE = Partidos empatados; PP = Partidos perdidos; GF = Goles a favor; GC = Goles en contra; DG = Diferencia de gol; PTS = Puntos
|  | Campeón, ascendió a la Serie A 1978.    |
|  | Subcampeón, ascendió a la Serie A 1978. |

### Campeón
|                                                                   |
| Club Técnico Universitario 1.er título Ascendió a la Serie A 1978 |
| También ascendió Sociedad Deportivo Quito como subcampeón.        |

## Tabla acumulada
|  |  |     | Equipo                | PJ | PG | PE | PP | GF | GC | DG  | PTS |
|  |  | --- | --------------------- | -- | -- | -- | -- | -- | -- | --- | --- |
|  |  | 1.  | Técnico Universitario | 36 | 18 | 11 | 7  | 50 | 34 | +16 | 47  |
|  |  | 2.  | Deportivo Quito       | 36 | 17 | 9  | 10 | 74 | 41 | +33 | 43  |
|  |  | 3.  | U. D. Valdez          | 36 | 16 | 6  | 14 | 53 | 51 | +2  | 38  |
|  |  | 4.  | Luq San               | 36 | 13 | 7  | 16 | 61 | 76 | -15 | 33  |
|  |  | 5.  | Audaz Octubrino       | 36 | 12 | 7  | 17 | 45 | 70 | -25 | 31  |
|  |  | 6.  | 9 de Octubre          | 36 | 9  | 12 | 15 | 40 | 43 | -3  | 30  |
|  |  | 7.  | Everest               | 36 | 9  | 10 | 17 | 40 | 51 | -11 | 28  |
|  |  | 8.  | Macará                | 36 | 9  | 10 | 17 | 43 | 58 | -15 | 28  |
|  |  | 9.  | Liga de Cuenca        | 18 | 9  | 6  | 3  | 32 | 14 | +18 | 24  |
|  |  | 10. | Manta Sport           | 18 | 10 | 2  | 6  | 22 | 16 | +6  | 22  |
|  |  | 11. | Aucas                 | 18 | 7  | 7  | 4  | 31 | 17 | +16 | 21  |
|  |  | 12. | América de Quito      | 18 | 5  | 5  | 8  | 19 | 30 | -11 | 15  |

PJ = Partidos jugados; PG = Partidos ganados; PE = Partidos empatados; PP = Partidos perdidos; GF = Goles a favor; GC = Goles en contra; DG = Diferencia de gol; PTS = Puntos
|  | Ascendieron a la Serie A como Campeones.    |
|  | Ascendieron a la Serie A como Subcampeones. |
|  | Disputaron los Juegos de Promoción.         |

## Juegos de Promoción
La disputaron entre Everest y Macará, ganando el equipo baisano.
| Ciudad | Equipo local | Resultado | Equipo visitante |
| --- | ------------ | --------- | ---------------- |
| Guayaquil | Everest      | 3 - 1     | Macará           |
| Ambato | Macará       | 3 - 0     | Everest          |
| Manta | Everest      | 2 - 1     | Macará           |
| Everest permaneció en la Serie B al ganar los Juegos de Promoción con el marcador global de 6-5 y Macará descendió a la Segunda Categoría de 1978. |              |           |                  |

## Goleador
| Jugador     | Equipo          | Goles |
| ----------- | --------------- | ----- |
| Ángel Marín | Deportivo Quito | 27    |